# All Downhill from Here
«All Downhill from Here» es una canción de la banda de pop punk estadounidense New Found Glory, lanzado a través de Geffen Records y Drive-Thru el 22 de marzo de 2004 como el primer sencillo de su cuarto álbum de estudio Catalyst (2004). La canción alcanzó el puesto número 11 en Modern Rock Tracks de Billboard. Fue su último de cuatro sencillos en aparecer en las listas de Estados Unidos.

## Video musical
El video musical de la canción fue creado en cooperación con un grupo de animadores franceses que trabajaron en la creación de un entorno único de criaturas. El video fue codirigido por el equipo de animación y Meiert Avis. En el video, se ve a las criaturas construyendo una estructura. La banda aparece en el video en una plataforma tocando mientras se eleva gradualmente. A medida que continúan subiendo, finalmente llegan a una representación del cielo antes de que la plataforma caiga. Una criatura corre a través de algunos de los soportes y la estructura se derrumba. Cuando el video musical de esta canción se emitió en Total Request Live de MTV, los fanáticos votaron por él en el programa cincuenta días seguidos, lo que finalmente llevó a que el video se retirara del programa.

## Posicionamiento en lista
| Lista (2004)                         | Posición |
| ------------------------------------ | -------- |
| Estados Unidos (Alternative Airplay) | 11       |